# Cocullo
Cocullo är en ort och kommun i provinsen L'Aquila i regionen Abruzzo i Italien. Kommunen hade 216 invånare (2018).